# Erioptera celestior
Erioptera celestior är en tvåvingeart som beskrevs av Alexander 1957. Erioptera celestior ingår i släktet Erioptera och familjen småharkrankar.
Artens utbredningsområde är Panama. Inga underarter finns listade i Catalogue of Life.